# 소살리토 (영화)
《소살리토》(중국어: 一見鍾情, 영어: Sausalito)는 2000년에 개봉한 홍콩 영화이다.

## 출연
- 여명 - 마이크
- 장만옥 - 엘렌
- 오요한 - 로버트
- 관수미 - 티나
- 주가령 - 버지니아
- 스캇 랭 - 스캇

## 한국판 성우진(MBC)
- 안지환 - 마이크(여명)
- 윤성혜 - 엘렌(장만옥)
- 김태훈 - 로버트(오요한)
- 이미자 - 스캇(스캇 랭)
- 이선주 - 티나(관수미)
- 최한 - 밥(갈민휘)
- 김지영 - 버지니아(주가령)
- 방성준 - 경찰(에디 T. 데어)
- 정재헌 - 외국인(앤드류 슈미트)
- 이원찬 - 중국인(디어 왕)
- 조현정 - 엘렌의 친구(수지 장)
- 문남숙 - 바텐더(다니엘 레빈)

## 같이 보기
- 첫눈에 반한 사랑